# Johann Lorenz Bach

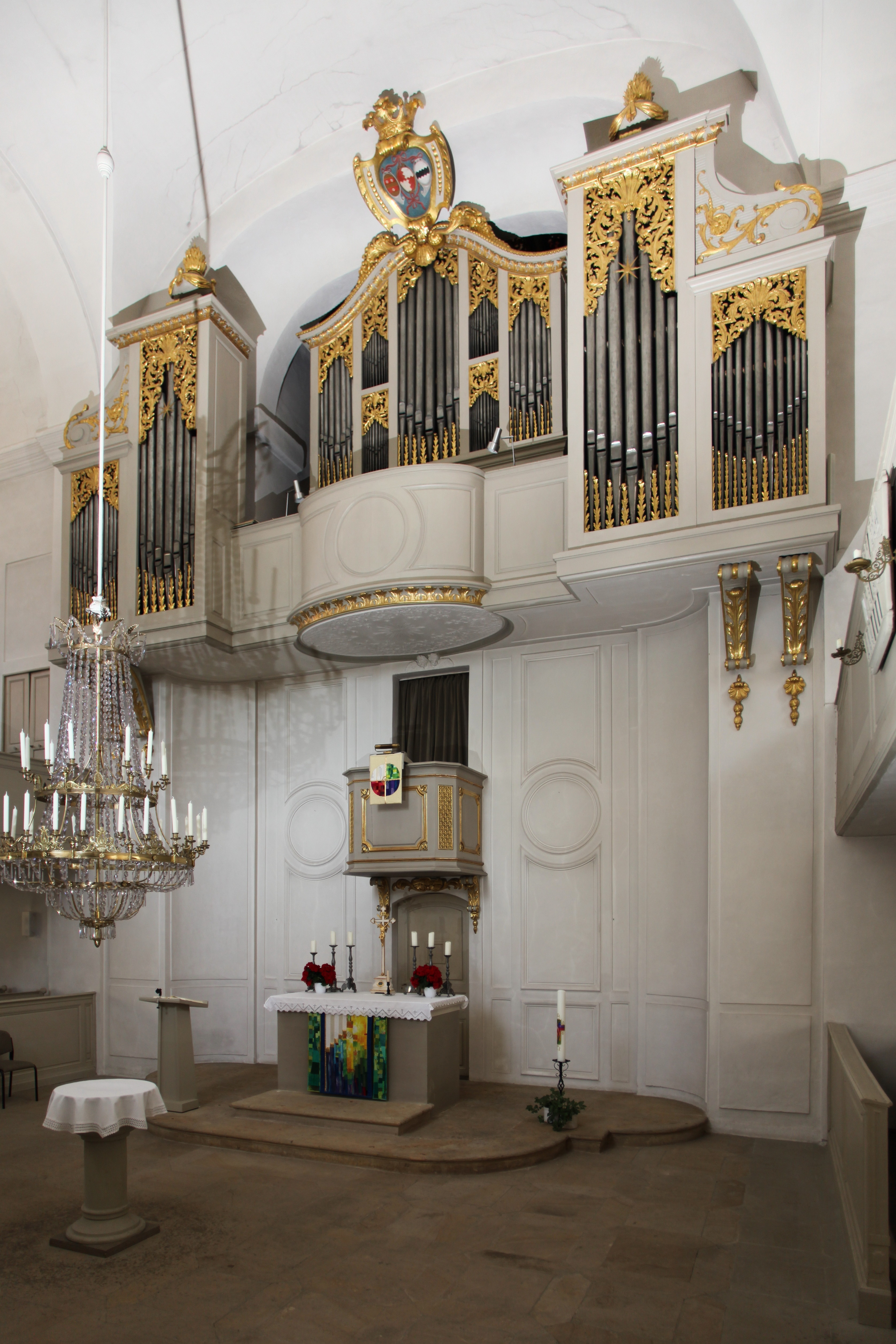
Altar púlpito con órgano Herbst de 1732, iglesia del castillo en Lahm im Itzgrund

Johann Lorenz Bach (10 de septiembre de 1695 - 14 de diciembre de 1773), fue un músico y compositor alemán.
Hijo de Johann Valentin Bach (1669-1720) y nieto de Georg Christoph Bach, nació en Schweinfurt. Fue alumno de Johann Sebastian Bach, y nombrado cantor en Lahm desde 1717 hasta su muerte. 
Spitta cita una obra atribuida a él: Preludio y fuga en re mayor.